# Sarah Sandeh
Sarah Sandeh (* 7. Juli 1980 in Darmstadt) ist eine deutsch-iranische Schauspielerin.

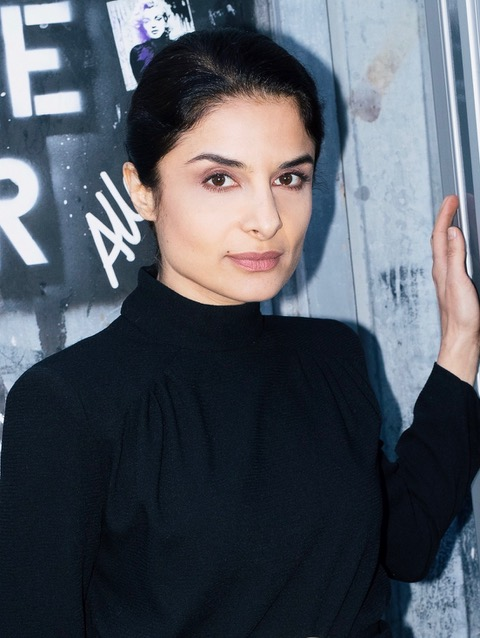
Sarah Sandeh (2019)

## Herkunft und Ausbildung
Sarah Sandeh ist die Tochter iranischer Eltern, die in den 1970er Jahren zum Studium – die Mutter Soziale Arbeit, der Vater Architektur – nach Deutschland gekommen waren, sich nach der Iranischen Revolution und der Machtübernahme durch Ajatollah Chomeini aber entschlossen hatten, in Deutschland zu bleiben. Sandeh besuchte die Grundschule in ihrem Geburtsort Darmstadt, wo sie auch Abitur an einer christlichen Privatschule machte. Bereits zuvor hatte sie die Aufnahmeprüfung im Bereich Schauspiel an der School for the Creative and Performing Arts Ohio in den USA bestanden, an der sie 1998/99 als Stipendiatin neben der Ausbildung in den akademischen Fächern auch bereits Schauspielunterricht nehmen konnte. Nach dem Abitur studierte sie zunächst Psychologie sowie Theater-, Film- und Medienwissenschaft an der Johann Wolfgang Goethe-Universität in Frankfurt am Main. Im Jahr 2003 wechselte Sandeh an die Westfälische Schauspielschule Bochum und schloss hier 2007 das Schauspielstudium mit dem Diplom ab. 2011 absolvierte sie an der Filmakademie Baden-Württemberg in Ludwigsburg einen speziell auf junge Talente mit abgeschlossener klassischer Schauspielausbildung zugeschnittenen Kurs im Fach Filmschauspiel.

## Berufliches Wirken
Theater
Sarah Sandeh war von 2008 bis 2010 Ensemblemitglied am Schauspiel Leipzig (Centraltheater), wo sie u. a. in Inszenierungen von Sebastian Hartmann spielte. Als freie Schauspielerin trat sie danach in zentralen Rollen an der Volksbühne am Rosa-Luxemburg-Platz (Berlin), am Kampnagel (Hamburg) und am Schauspiel Hannover auf und erfuhr für ihre schauspielerische Leistung breite Anerkennung. So nannte etwa der Rezensent des Monatsmagazins für Konzert- und Opernbesucher Concerti Sandehs Interpretation von Lucifer, dem gefallenen Engel aus Miltons Paradise Lost (Satans Night Show – Kommando : Paradies Lost) in der Hamburger Uraufführung von 2014 „umwerfend“: „Dieser Wirbelwind des Widerspruchs ist wortgewaltig, frech und witzig. Sandeh holt John Milton in die Gegenwart, spürt sein Potenzial des Widerstands mit scharfer Ironie auf.“ Am Theater Neumarkt Zürich wurde sie in der Spielzeit 2016/17 Ensemblemitglied; von der Kritik sogleich gelobt wurde ihre Darstellung der Margarita in Michail Bulgakows Satire »Meister und Margarita«, die Peter Kastenmüller zu Beginn der Spielzeit 2017/18 hier inszenierte. 2019 begann eine erfolgreiche Zusammenarbeit mit der Schauspieldirektorin am Badischen Staatstheater Karlsruhe und Regisseurin Anna Bergmann. Sandehs Auftritte in Bergmanns Inszenierungen als Rakel Lobelius in der Ingmar-Bergman-Kollage Passion – Sehnsucht der Frauen (2019), als Titelfigur Medea in Medea. Stimmen von Christa Wolf (2021) und ebenfalls als Titelfigur in Anna Iwanowa nach Anton Tschechows erstem Theaterstück Iwanow (2022) wurden durchweg sehr gut besprochen.
In einem Interview äußerte Sandeh im Jahre 2019 ihre Sicht zur gesellschaftlichen Rolle des Theaters. Sie betonte, dass Aufführungen bei den Besuchern etwas auslösen und nicht dem an sich verständlichen Wunsch „nach einfachen Lösungen“ nachgeben sollten. Spannender als das Publikum bloß in dem zu bestätigen, was es ohnehin schon wisse, und ihm dabei zu vermitteln, „schon auf der richtigen Seite zu stehen“, sei es doch, Denkprozesse anzustoßen und die Zuschauer sich fragen zu lassen, „Wo ist denn der Schlechte gut und der Gute schlecht? Und wo stoßen meine eigenen Kategorien an die Grenzen?“
Film und Fernsehen
Seit 2005 stand Sarah Sandeh, die sich im Hinblick auf den Film besonders von Rainer Werner Fassbinder geprägt sieht, für verschiedene Serien und Filme vor der Kamera, unter anderem in dem Kinofilm Hey Bunny und dem ARD-Spielfilm Hit Mom. In dem am 2. Januar 2022 erstmals ausgestrahlten Tatort Gier und Angst mit den Ermittlern Faber und Bönisch verkörperte sie die Witwe des Mordopfers, Corinna Lembach. An dem 2022 mit dem Deutschen Drehbuchpreis ausgezeichneten Film Martin liest den Koran wirkte Sandeh in der Rolle der Aliyah mit. In den im Januar 2023 im Ersten ausgestrahlten Episoden 73 und 74 der Krimiserie WaPo Bodensee verkörperte sie Miriam Kubitschek.
Weiteres
Sarah Sandeh, die seit 2018 verstärkt auch als Vortragende bei Lesungen und Sprecherin bei Hörspielen in Erscheinung tritt, beteiligte sich bei der Ruhrtriennale – Festival der Künste 2022 an der Produktion Natur und Bewusstsein mit einer szenischen Konzertlesung und hinterließ für die Festivalbibliothek eine persönlich gehaltene Besprechung von Deniz Ohdes Debütroman Streulicht. Als Synchronsprecherin arbeitete sie an der deutsche Fassung des Thrillers Holy Spider (Regie: Ali Abbasi) mit, der im Januar 2023 seinen Kinostart in Deutschland hatte; hier verlieh sie der von Forouzan Jamshidnejad gespielten Fatima Hanaei ihre Stimme.

## Humanitäres Engagement

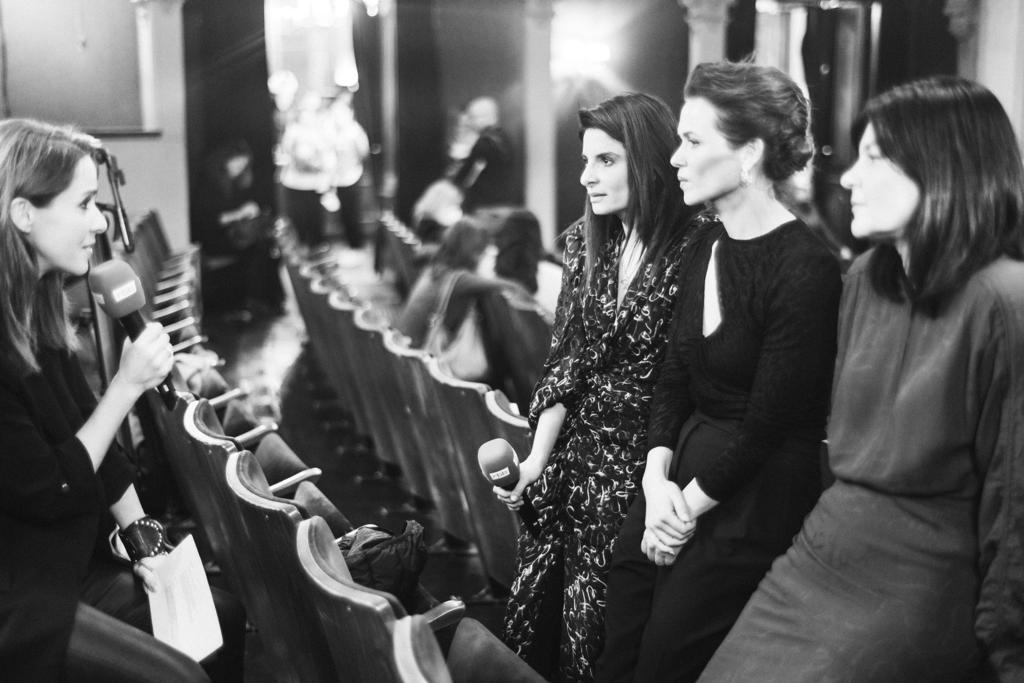
Sarah Sandeh, Melika Foroutan und Jasmin Tabatabai (v. l. n. r.) im Interview mit Natalie Amiri (28. November 2022)

Gemeinsam mit Melika Foroutan und Jasmin Tabatabai initiierte Sandeh einen unter dem Slogan Frau, Leben, Freiheit stehenden „Abend der Solidarität“ mit den seit September 2022 protestierenden Menschen im Iran, den das Berliner Ensemble am 28. November 2022 im Großen Haus unter Beteiligung zahlreicher namhafter Künstlerinnen veranstaltete. Eine zweite, wiederum von denselben Initiatorinnen angestoßene und vom Berliner Ensemble unter Mitwirkung weiterer prominenter Kolleginnen durchgeführte, diesmal „im Zeichen von Noruz“ stehende Solidaritätsveranstaltung fand 2023 am 20. März statt. An diesem Tag wird im Iran und zahlreichen anderen Ländern des Mittleren Ostens traditionell Noruz (d. i. neuer Tag) gefeiert, ein Fest, das am Beginn des Frühlings und des neuen Jahres steht und insofern den Übergang vom Alten zum Neuen symbolisiert.

## Auszeichnungen
Für ihren Einsatz zur Verstärkung der Freiheitsrufe im Iran wurde Sarah Sandeh im Dezember 2022 von dem Nachrichtenmagazin FOCUS zu einer der „100 Frauen des Jahres“ gekürt, die im genannten Jahr besonders „inspiriert, Mut gemacht und Grenzen überschritten“ hätten.

## Filmografie (Auswahl)
- 2005: Mein Leben & Ich, Fernsehserie, RTL
- 2010: Die Stein, Fernsehserie, ARD (Regie: Bettina Wörnle)
- 2013: Herz Spiele, Spielfilm (Regie: Michael Burghardt)
- 2016: Voodoo Lily, Spielfilm (Regie: Aleksey Lapin)
- 2016: Hey Bunny, Spielfilm (Regie: Barnaby Metschurat)
- 2017: Hit Mom – Mörderische Weihnachten, Spielfilm (Regie: Sebastian Marka)
- 2022: Tatort: Gier und Angst (Regie: Martin Eigler)
- 2023: WaPo Bodensee, Krimiserie, ARD (Regie: Saskia Weisheit)

## Theater (Auswahl)
- 2005: Julia in Blaubart, Schauspiel Frankfurt (Regie: André Wilms)
- 2007: Imen in Heiliges Land von Mohamed Kacimi, Théâtre National du Luxembourg / St. Pauli Theater Hamburg (Regie: Hansgünther Heyme)
- 2008: Straße nach Cormac McCarthy, Skala/Centraltheater Leipzig (Regie: Martin Laberenz)
- 2009: Kolonialhotel, Skala/Centraltheater Leipzig (Regie: René Pollesch)
- 2009: Elaine Harper in Arsen und Spitzenhäubchen, Centraltheater Leipzig (Regie: Sebastian Hartmann)
- 2009: Du hast mir die Pfanne versaut, du Spiegelei des Terrors!, Volksbühne Berlin (Regie: René Pollesch)
- 2010: Nicole in Oscar. Ein Missverständnis in drei Akten, Centraltheater Leipzig (Regie: Herbert Fritsch)
- 2011: Anna in Anna fährt zur Uni, Volksbühne Berlin (Regie: Ivan Panteleev)
- 2011: Iphigenie in Iphigenie auf Tauris, Theater an der Ruhr (Regie: Albrecht Hirche)
- 2012: Zerschossene Träume, Centraltheater Leipzig/Ruhrfestspiele Recklinghausen (Regie: Martin Laberenz)
- 2011–2013: Erste Liebe in Der Auftrag von H. Müller Vorbereitung für Richard_III, Volksbühne (Regie: Dimiter Gotscheff)
- 2013: Siegmund/Sieglind in Wälsungenblut, Schauspiel Frankfurt (Regie: Alexander Eisenach)
- 2014: Satan in Paradise Lost von John Milton, Kampnagel Hamburg (Regie: Fiedler, Dvorak / Kommando Himmelfahrt)
- 2015: Regan in Der Exorzist, Theater Dortmund (Regie: Jörg Buttgereit)
- 2015: Die Physiker, Schauspiel Hannover (Regie: Florian Fiedler)
- 2016: Rocco und seine Brüder, Ruhrfestspiele/Schauspiel Hannover (Regie: Lars-Ole Walburg)
- 2016–2019: Theater am Neumarkt Zürich (Regie: Peter Kastenmüller, Tom Kühnel, Pinar Karabulut, Alexander Eisenach)
- 2019: Rakel Lobelius in Sehnsucht der Frauen, Badisches Staatstheater Karlsruhe (Regie: Anna Bergmann)
- 2021: Medea in Medea. Stimmen von Christa Wolf, Badisches Staatstheater Karlsruhe (Regie: Anna Bergmann)
- 2022: Anna Iwanowa in Anna Iwanowa nach Anton Tschechow, Badisches Staatstheater Karlsruhe (Regie: Anna Bergmann)